# Calocera cornea
Calocera cornea din încrengătura Basidiomycota, în familia Dacrymycetaceae și de genul Calocera este o specie saprofită și frecventă de ciuperci necomestibile care cauzează mucegaiul brun în lemn mort prin descompunerea de celuloză. O denumire populară nu este cunoscută. În România, Basarabia și Bucovina de Nord trăiește în grupuri compacte de multe exemplare care nu fuzionează, crescând asemănător gazonului, în păduri de foioase și mixte pe cioturi, rădăcini sau ramuri de lemn căzut de fag, stejar sau alte specii de foioase, fiind destul de des întâlnită. Apare de la câmpie la munte, din aprilie până în noiembrie (decembrie).

## Taxonomie

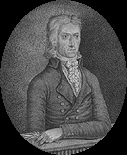
August Batsch

Deja în 1777, naturalistul danez Otto Friedrich Müller (1730-1784) a descris probabil specia drept Clavaria major în volumul 3 al jurnalului științific Schriften der Gesellschaft Naturforschender Freunde zu Berlin, dar expunerea lui a fost insuficientă sau neclară. Astfel numele binomial acceptat este cel determinat de botanistul german August Batsch, anume Clavaria cornea, de verificat în volumul 1 al trilogiei sale sale Elenchus Fungorum latine et germanice din 1783.
Apoi, în 1827, renumitul savant suedez Elias Magnus Fries care înființase genul Calocera în 1821, a transferat specia la acest gen sub păstrarea epitetului, de verificat în continuarea a 5-a a lucrării sale Stirpes agri Femsionensis, care a rămas numele său științific acceptat până în prezent (2021).
Au fost create mai multe sinonime, dar singurul obligatoriu este Corynoides cornea Gray, descris de micologul englez Samuel Frederick Gray în volumul 1 al operei sale A natural arrangement of British plants din 1821.
Epitetul specific este derivat din cuvântul latin (latină corneus=asemănător cornului, din corn).

## Descriere

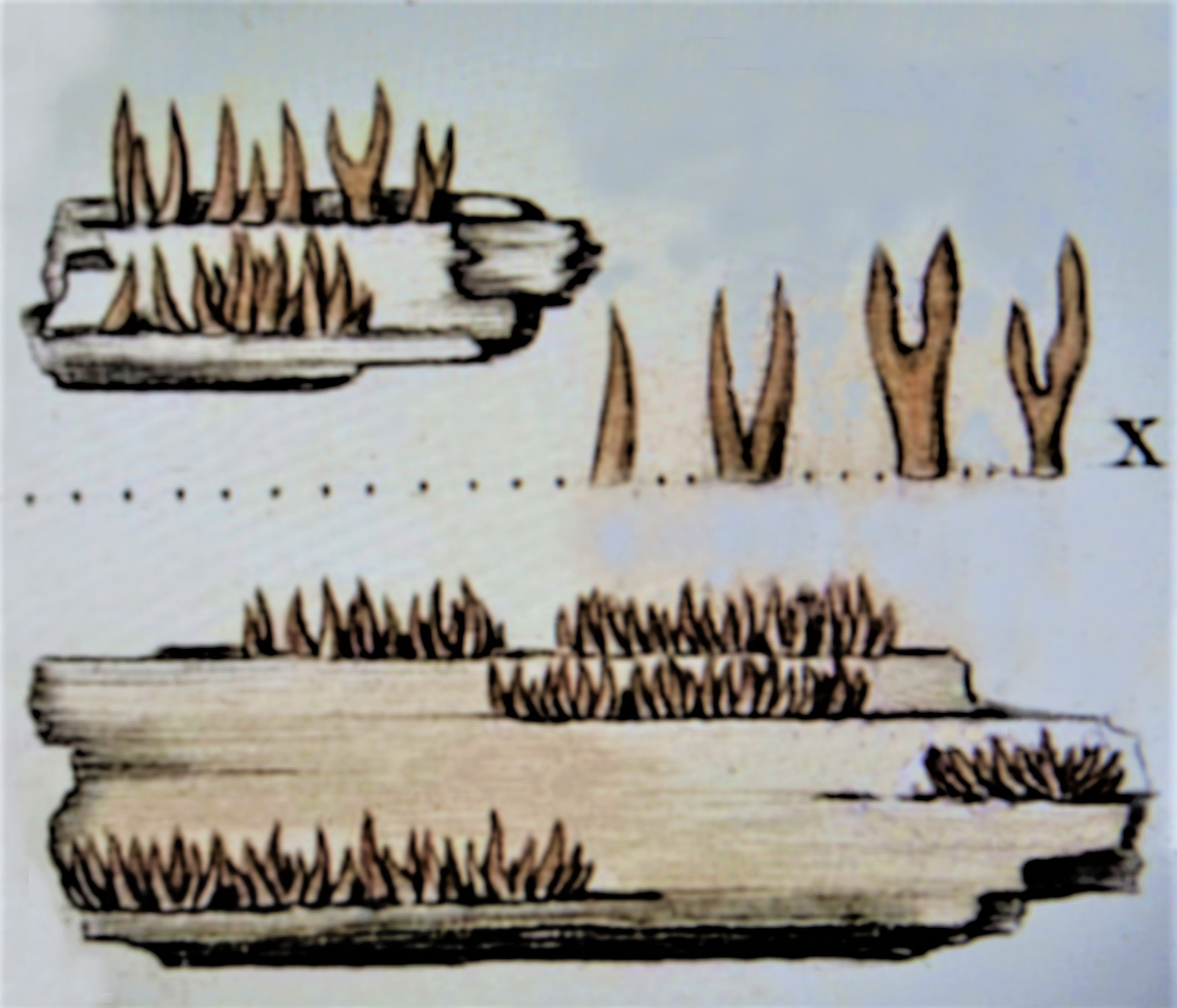
Bull.: Clavaria aculeiformis

- Corpul fructifer: cu o înălțime de 0,5-1,5 (3) cm și un diametru de 0,1-0,2 (0,3) cm este flexibil, cauciucat, pe exteriorul fertil gelatinos, cu suprafața netedă sau ușor încrețită longitudinal, având coarne adesea curbate, contondente sau ascuțite, care sunt uneori bifurcate la vârfurile gumoase. Coloritul este galben până galben-ocru care devine pe vreme uscată mai portocaliu.
- Piciorul: este indistinct cu trecerea spre corpul fructifer curgătoare, de culoarea părții fertile, dar se deosebește de el, fiind steril. Partea bazală este albă. Se înrădăcinează aproape mereu adânc în substrat.
- Carnea: de colorit galben portocaliu este gumoasă, tenace, cu părți gelatinoase, fără cartilagii în centru, mirosul fiind nedistinctiv și gustul blând.[3][4]
- Caracteristici microscopice: cu o dimensiune de 7-10 (11) × 3 x 4,5 microni are spori netezi, alungit elipsoidali, puțin cocârjați (alantoizi), cu baza apiculată, hialini (translucizi), neamilozi (nu se decolorează cu reactivi de iod), cu picături uleioase în interior, dezvoltând un singur perete transversal. Pulberea lor alb-gălbuie apare în mase. Basidiile septate, sub-cilindrice lungi cu vârfuri distinctiv bifurcate în formă de diapazon au două sterigme fiecare. Nu are cistide (elemente sterile situate în stratul himenal sau printre celulele din pielița pălăriei și a piciorului, probabil cu rol de excreție) și hifele nu prezintă cleme.[9]
- Reacții chimice: nu sunt cunoscute.[3][4]

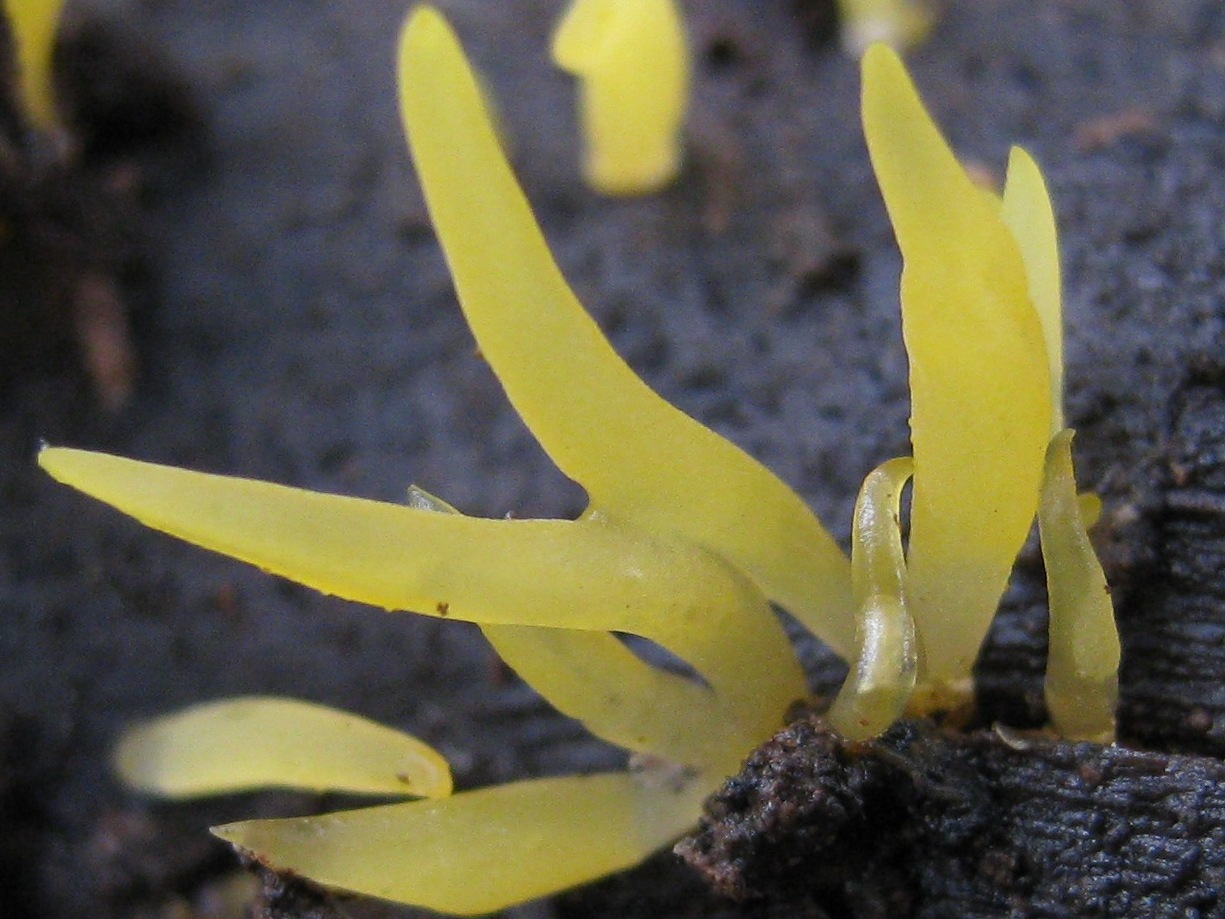
C. cornea din apropiere
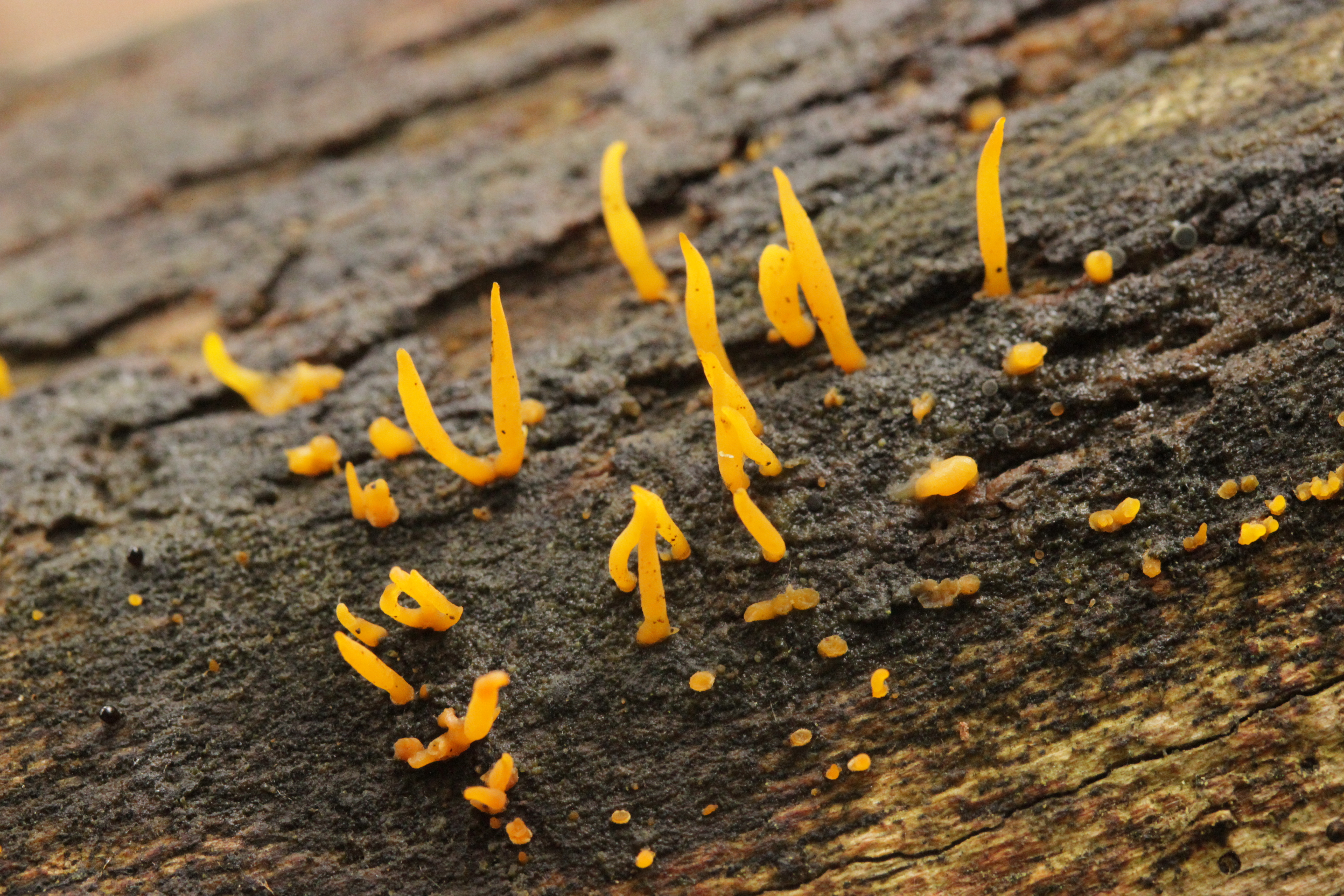
C. cornea tinere
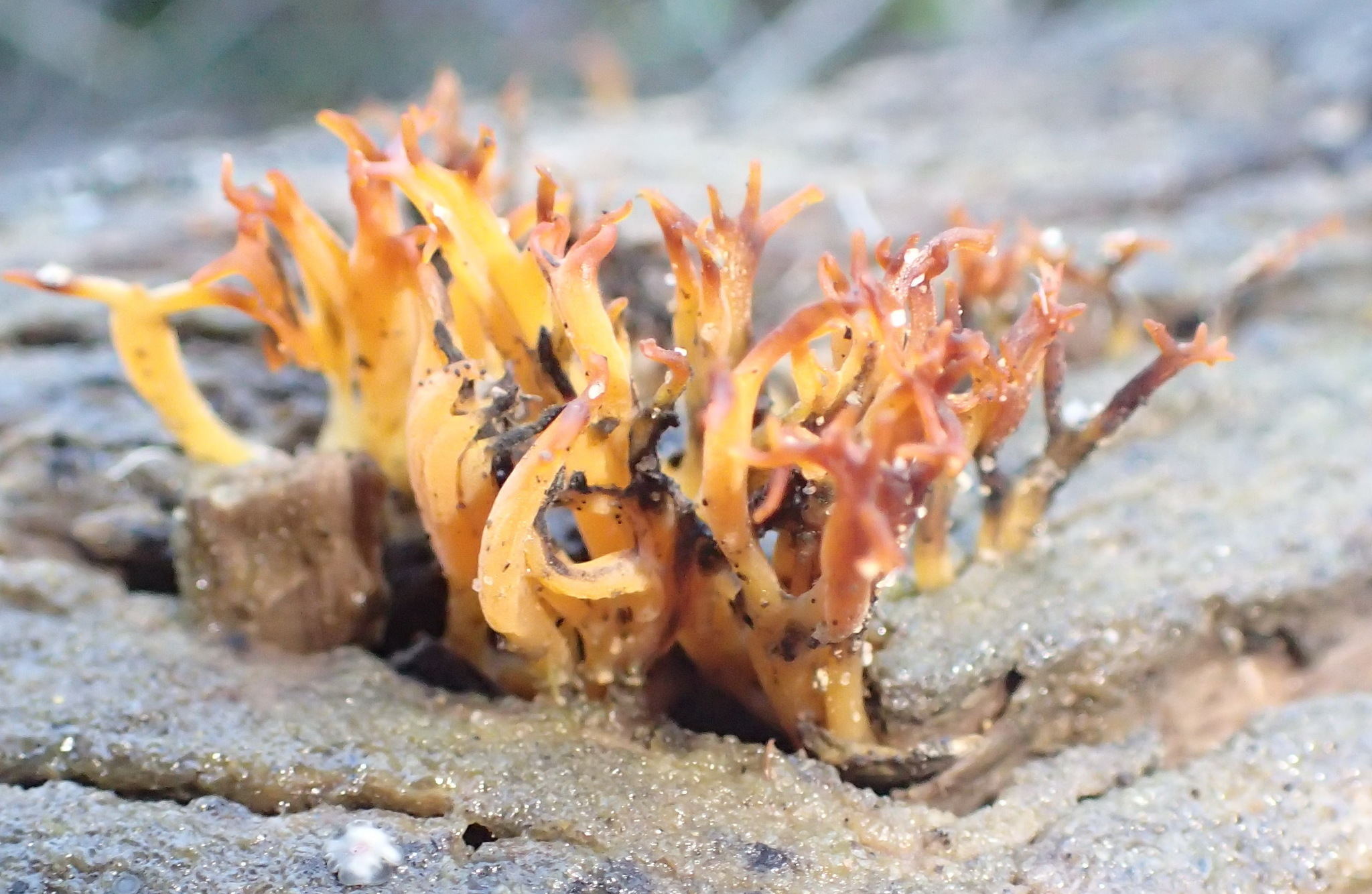
C. cornea bătrâne
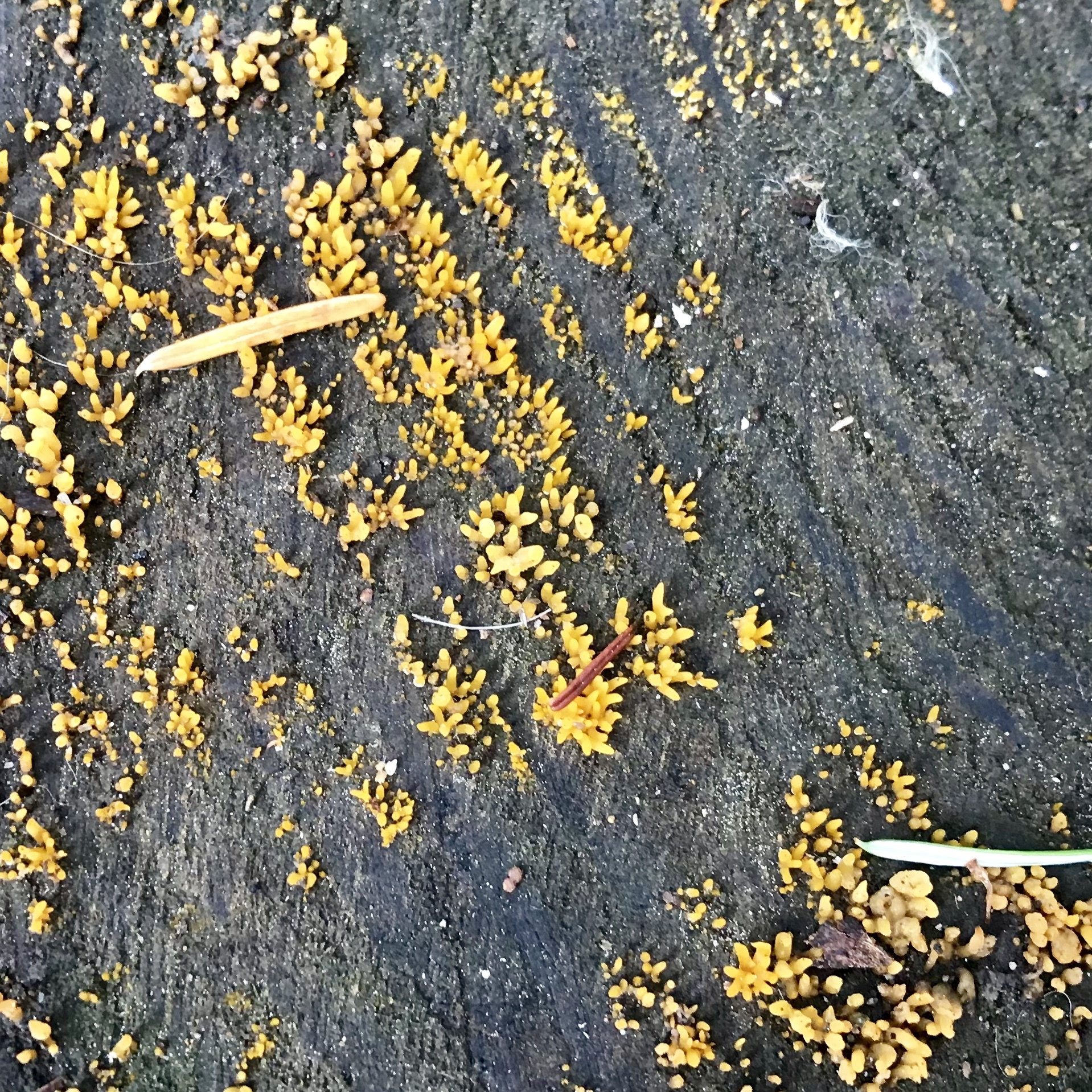
C. cornea în mase

## Confuzii
Calocera cornea poate fi confundată cu alte specii inofensive, dar fără valoare culinară, cum sunt de exemplu Calocera furcata, Calocera glossoides, Clavaria argillacea, Clavaria fumosa, Clavulinopsis corniculataMacrotyphula fistulosa,, Multiclavula vernalis sau cu forme mai mici respectiv tinere ale Calocera viscosa, sau Clavaria fragilis sin. Clavaria vermicularis.

## Specii asemănătoare în imagini

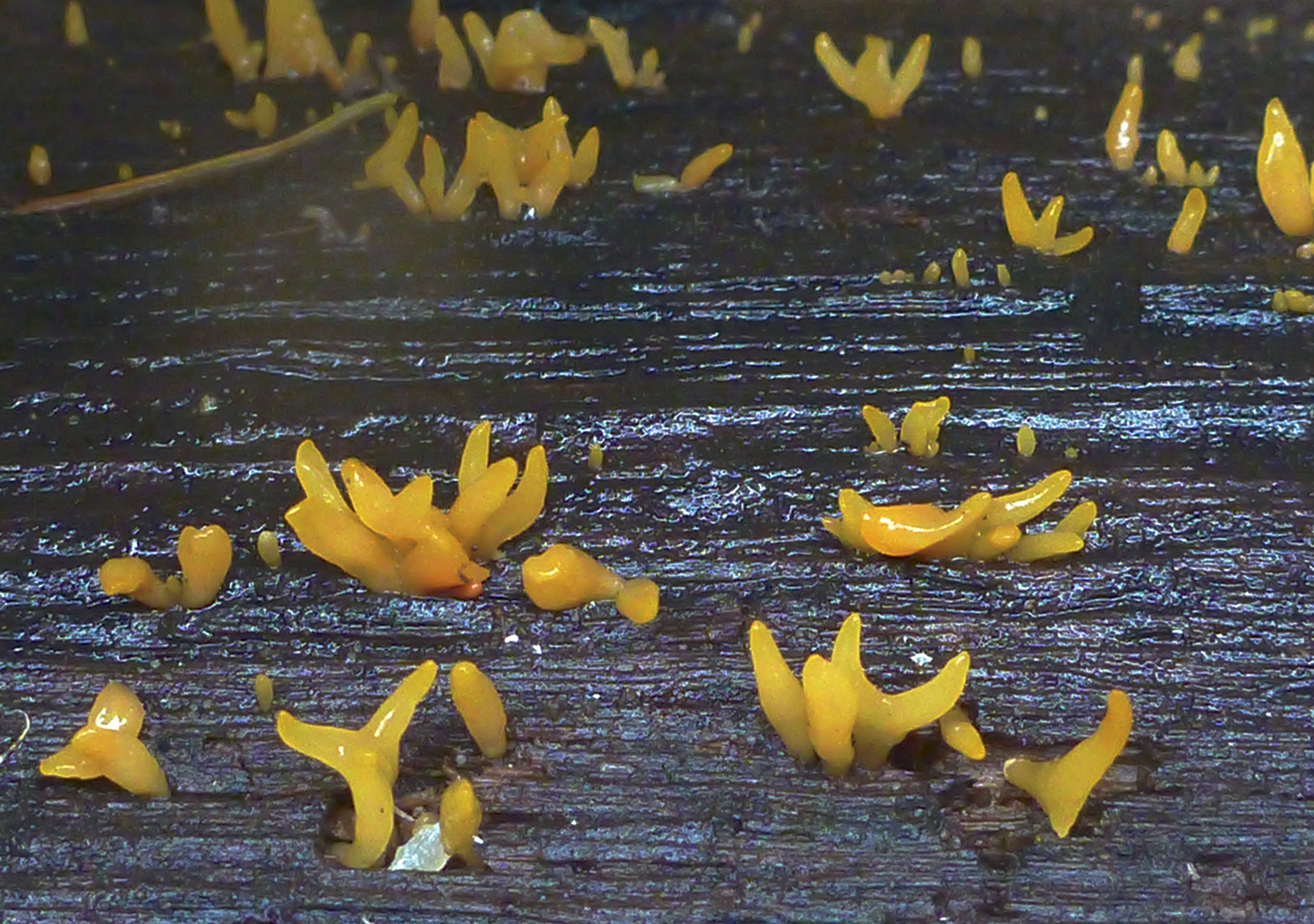
Calocera furcata
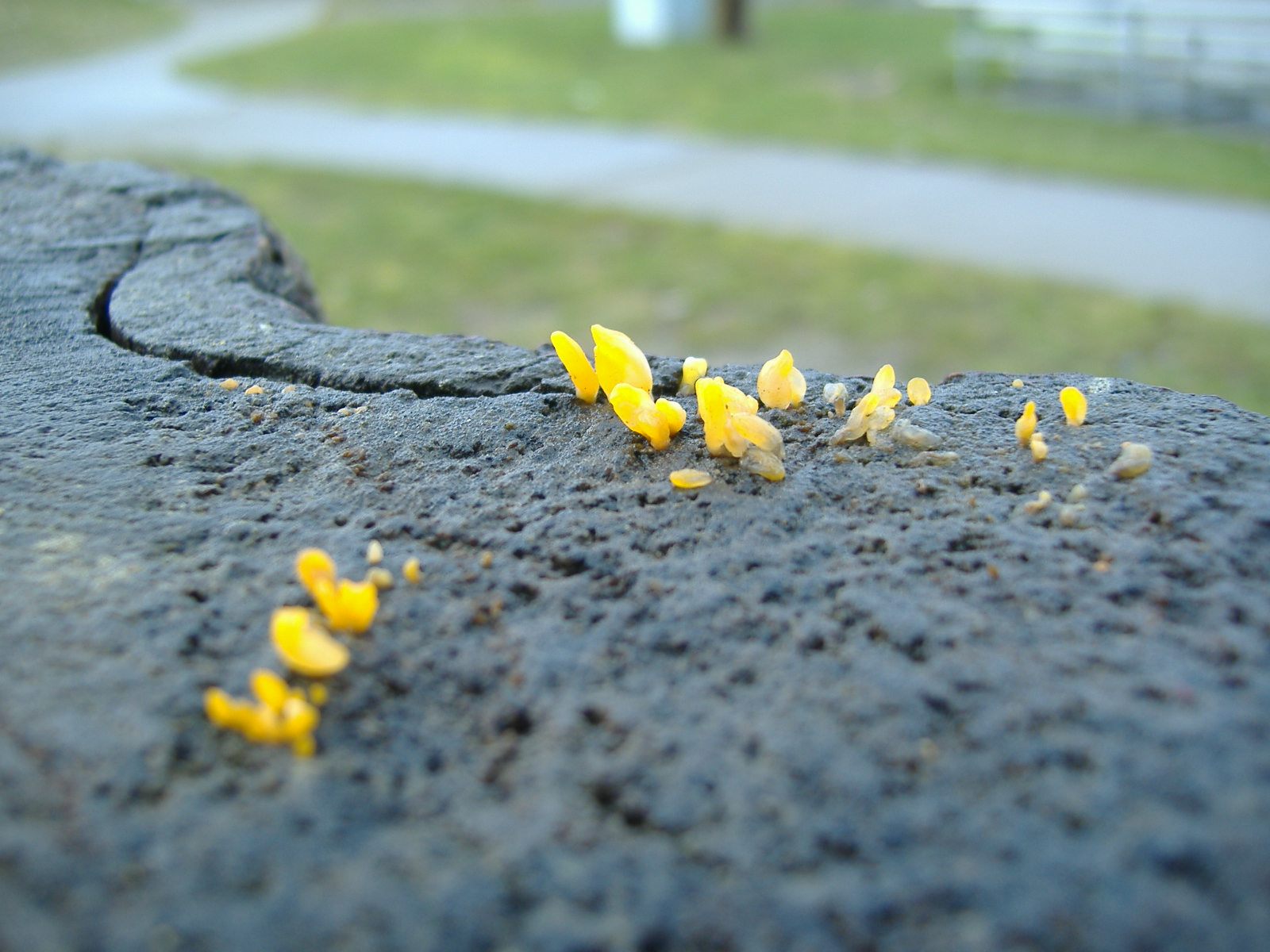
Calocera glossoides
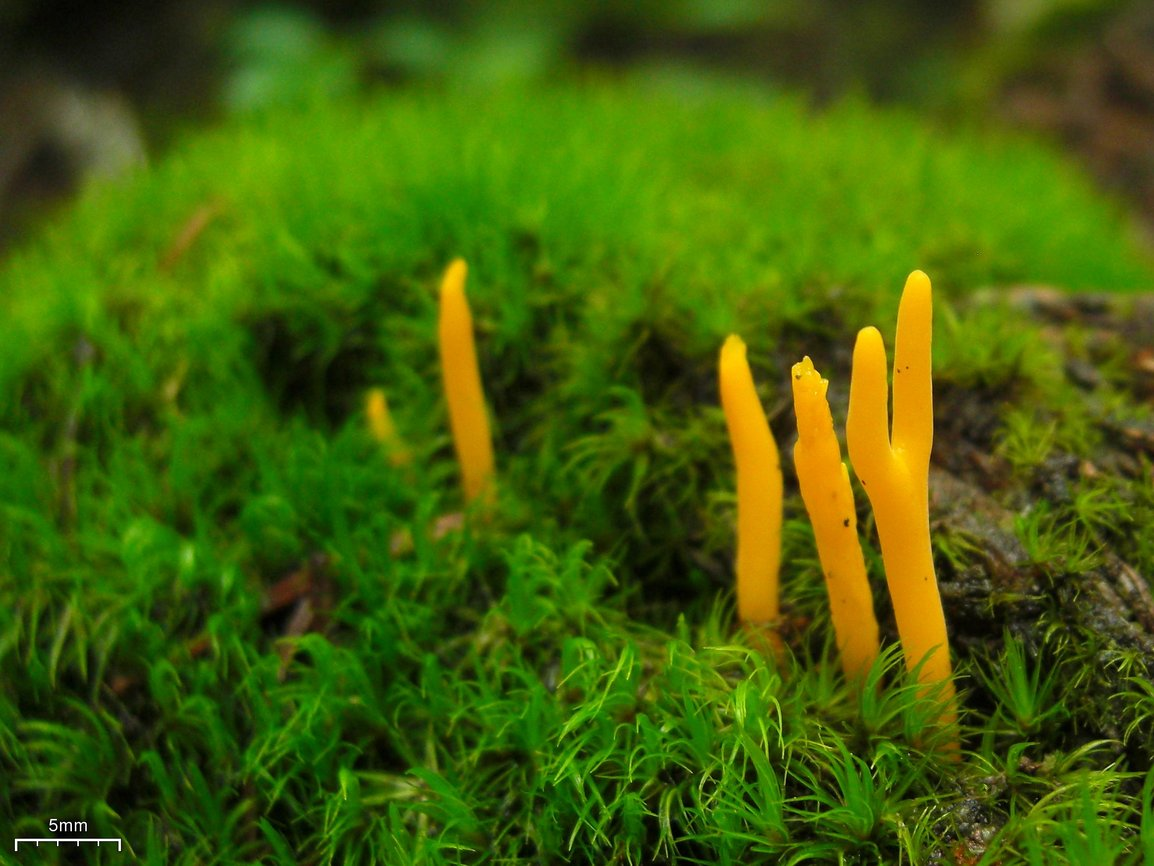
Calocera viscosa
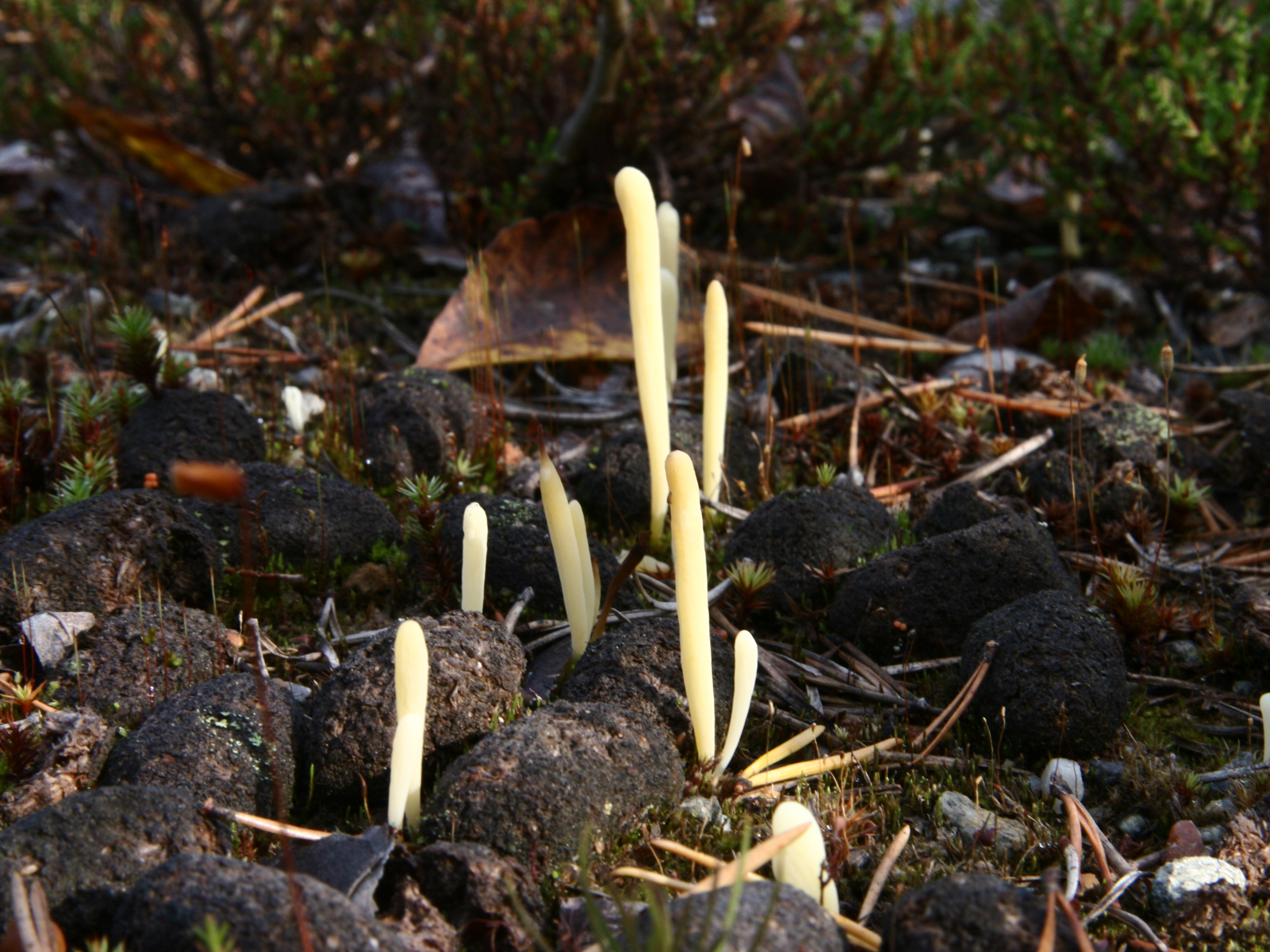
Clavaria argillacea
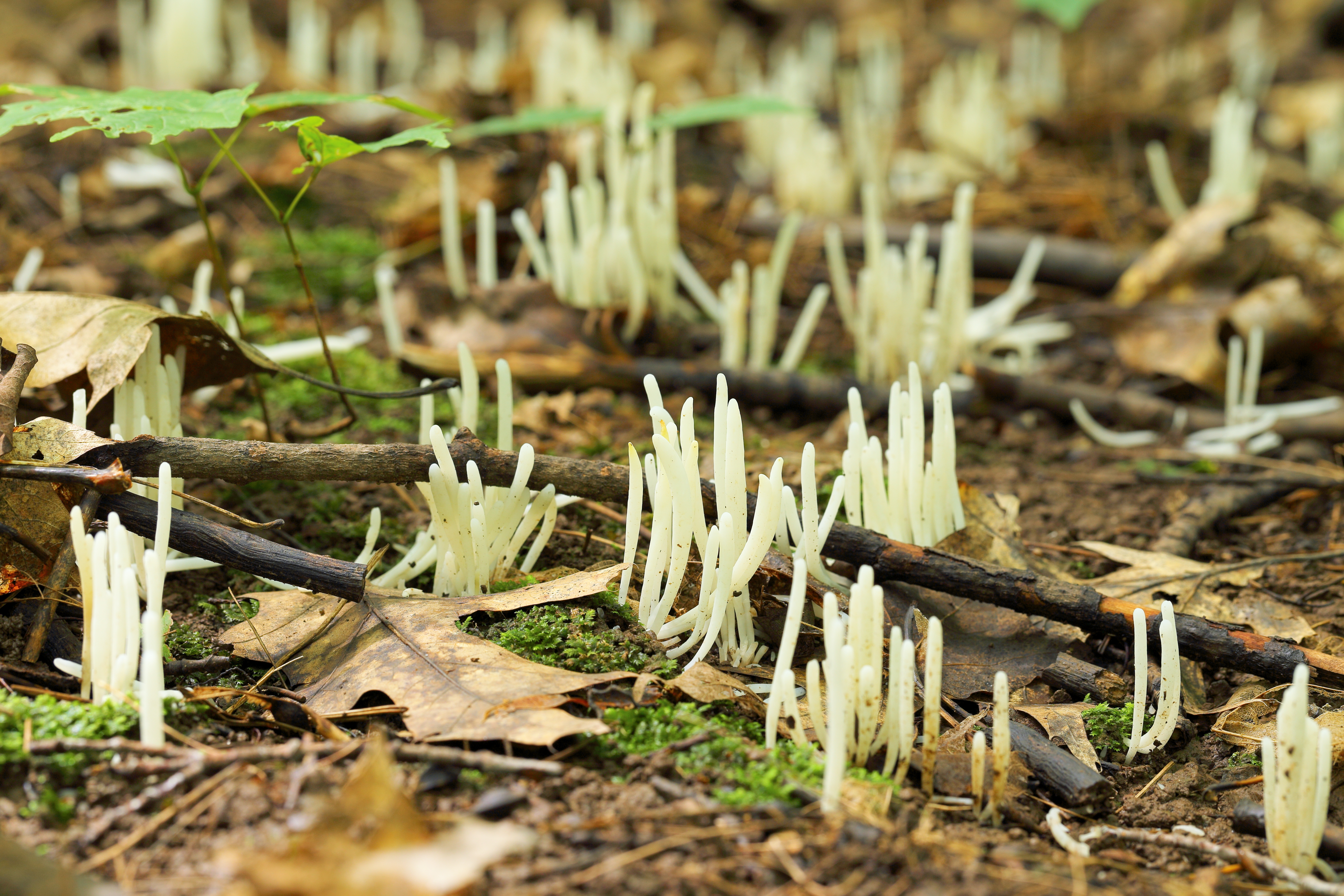
Clavaria fragilis
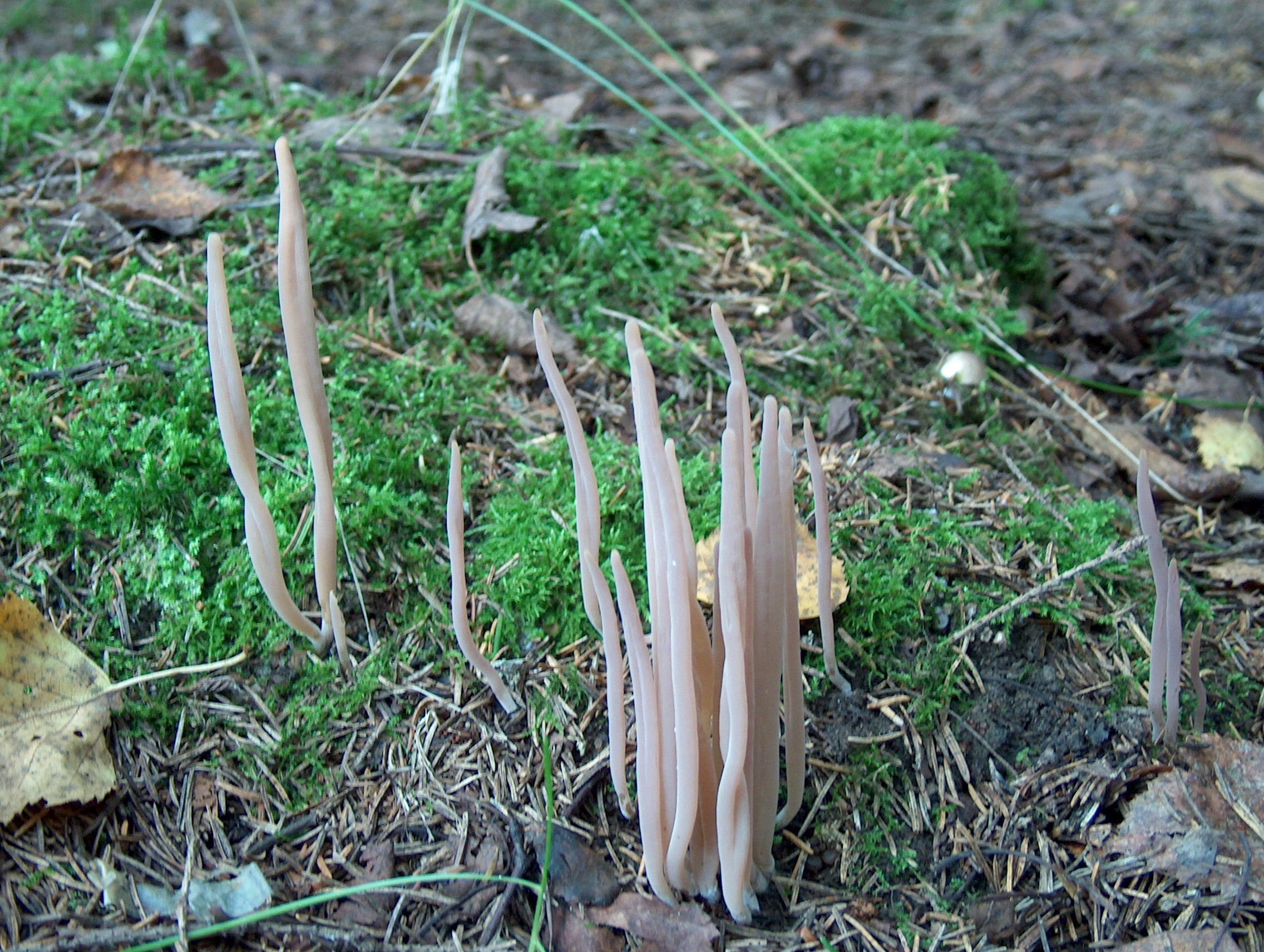
Clavaria fumosa
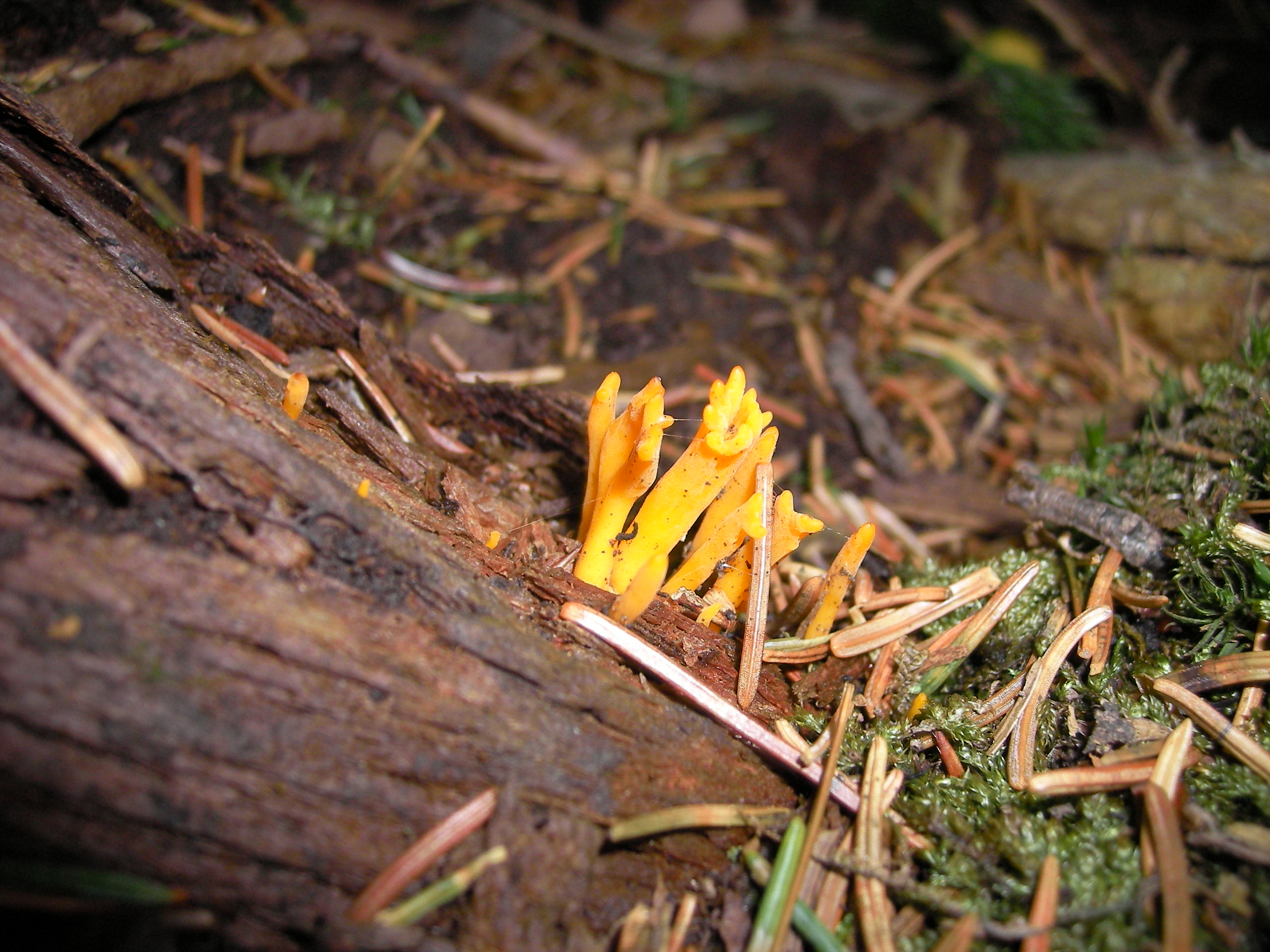
Clavulinopsis corniculata
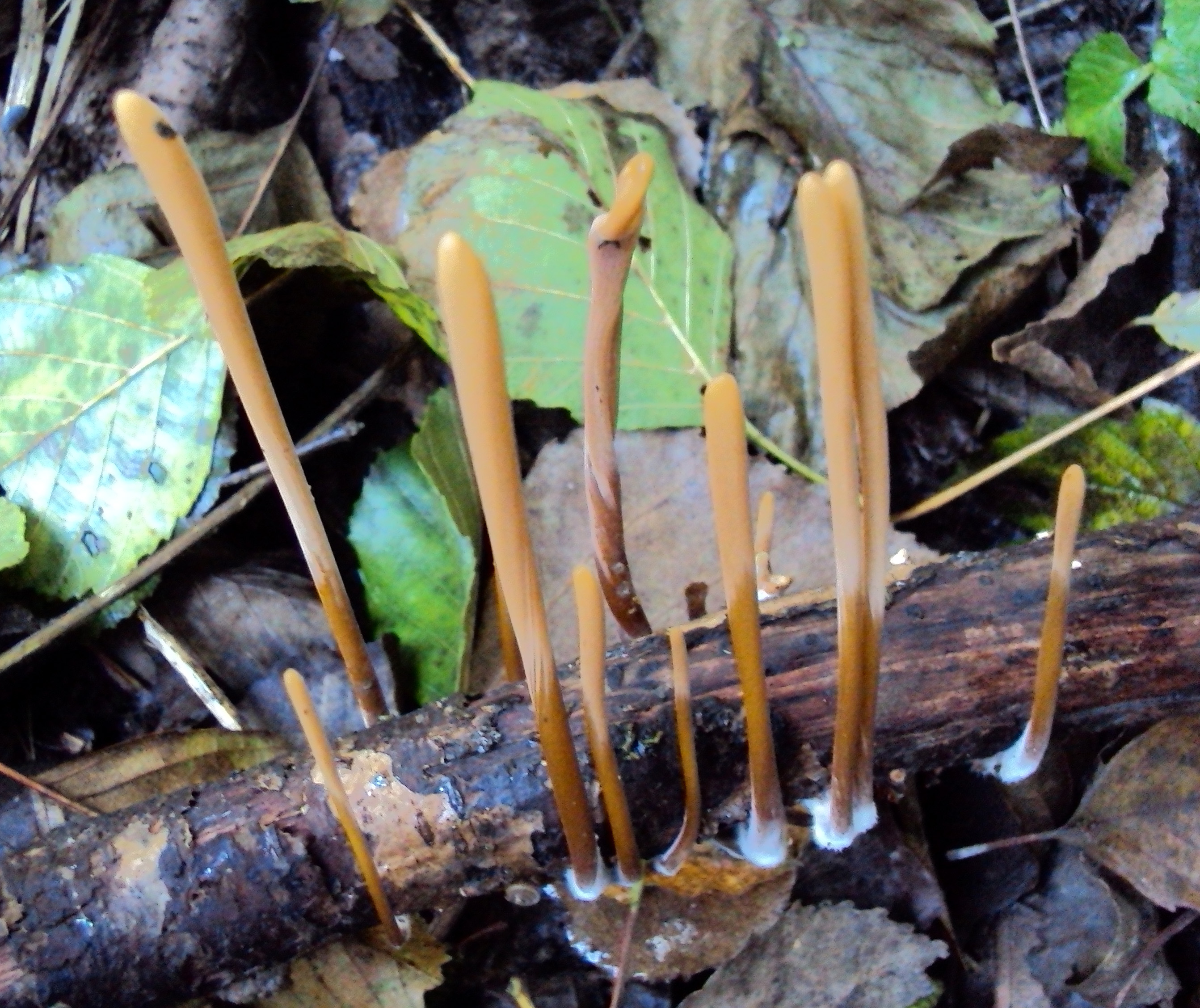
Macrotyphula fistulosa
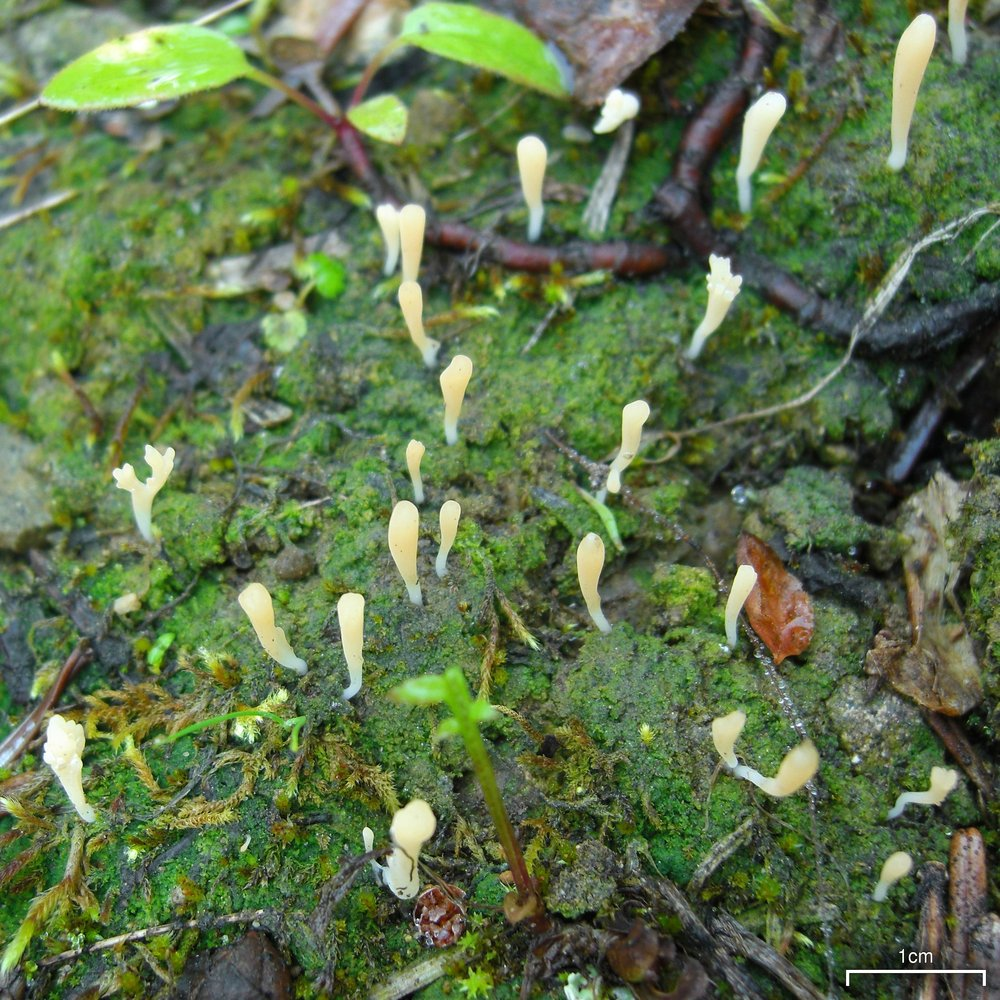
Multiclavula vernalis

## Valorificare
Această ciupercă neotrăvitoare nu este potrivită pentru consum, din cauza mărimii minore precum a cărnii elastice și gelatinoase.